# Света Богородица Фанеромени (Бер)
Вижте пояснителната страница за други значения на Света Богородица Фанеромени.
„Света Богородица Фанеромени“ (на гръцки: Παναγία Φανερωμένη) е късносредновековна православна църква в южномакедонския град Бер (Верия), Егейска Македония, Гърция. Храмът е част от енория „Св. св. Петър и Павел“ и е разположен до катедралата.

## История
Църквата е издигната в XVI век. В архитектурно отношение е трикорабна базилика. Носи името си от иконата „Света Богородица Фанеромени“, датираща от XIII век и разположена в диаконикона на храма. Тъй като е била енорийски храм, църквата е претърпяла множество интервенции и по-голямата част от оригиналните стенописи са загубени.